# Marigny (Jura)
Marigny é uma comuna francesa na região administrativa de Borgonha-Franco-Condado, no departamento de Jura. Estende-se por uma área de 11,99 km². Em 2010 a comuna tinha 211 habitantes (densidade: 17,6 hab./km²).